# 林志豪
林志豪（1970年3月20日—）是一名台灣男演員，在香港出道，曾參演多部港產片。包含亞洲電視、中央電視台等劇集，現回到台灣發展，以演出本土劇為主。

## 戲劇演出

### 電視劇
| 時間   | 頻道       | 劇名                         | 飾演             |
| 1995年 | 亞洲電視   | 精武門                       | 石井英明         |
| 1995年 | 亞洲電視   | 千王之王重出江湖             | 向閘北           |
| 1995年 | 亞洲電視   | 包青天之審御貓               | 鄭軒             |
| 1995年 | 亞洲電視   | 包青天之三審狀元             | 李文謙           |
| 1996年 | 亞洲電視   | 飄零燕                       | 康偉廉           |
| 1997年 | 中視       | 奪愛                         | 李大方           |
| 1997年 | 中視       | 大姐當家                     | 邱英烈           |
| 1998年 | 民視       | 舉頭三尺有神明               |                  |
| 1998年 | 民視       | 真命天子                     | 陸青雲           |
| 1998年 | 台視       | 布袋和尚                     | 柳家寶           |
| 1999年 | 亞洲電視   | 英雄之廣東十虎               | 蘇燦             |
| 2000年 | 香港電台   | 寫意空間 - 「憶良人-鍾曉陽」 | 鍚生             |
| 2000年 | 亞洲電視   | 我和殭屍有個約會II           | 游志傑（矮仔傑） |
| 2002年 | 亞洲電視   | 有求必應                     | 馬拉松           |
| 2002年 | 亞洲電視   | 吉祥任務                     | 雷壹壹           |
| 2003年 | 亞洲電視   | 萬家燈火                     | 鄧一帆           |
| 2003年 | 亞洲電視   | 暴風型警                     | 莫家聰           |
| 2004年 | 亞洲電視   | 媽媽我真的愛你               | 梁卓輝           |
| 2006年 | 央視       | 香港姊妹                     | 高天澤           |
| 2011年 | 廈門衛視   | 歡天喜地 2                   |                  |
| 2013年 | 民視       | 廉政英雄                     | 劉文昌           |
| 2014年 | 三立台灣台 | 世間情                       | 孫志豪           |
| 2014年 | 三立台灣台 | 阿母                         | 孫勝陽           |
| 2017年 | 三立台灣台 | 一家人                       | 王柏豪           |
| 2019年 | 民視       | 大時代                       | 方世國           |

### 電影
| 時間   | 片名               | 飾演         |
| 1999   | 網上怪談之兇靈對話 |              |
| 1999   | 唐朝禁宮秘史       | 張昌宗       |
| 2000   | 亡命之逃           | 太保         |
| 2000   | 真味小和尚         |              |
| 2000   | 陰風耳             | 車頭         |
| 2000   | 跑馬地的月光       |              |
| 2001年 | 幽靈情書           | Ronald       |
| 2002年 | 每天嚇你8小時      | Mick         |
| 2010年 | 虎頭要塞之細菌     |              |
| 2019年 | 阿虎               | 奇大（警官） |

### 綜藝節目
| 頻道 | 節目名         |
| 民視 | 民視第一發發發 |

## 外部連結
- 林志豪的Facebook專頁
- 林志豪的新浪微博
- 林志豪的Instagram帳戶
- 林志豪在互联网电影资料库（IMDb）上的資料（英文）
- 林志豪在香港影庫上的簡介
- 林志豪在时光网上的簡介（简体中文）
- 林志豪在豆瓣上的资料（简体中文）